# Thorsten fiskare
Thorsten fiskare är en teaterpjäs i en akt från 1823 av den svenske författaren Erik Johan Stagnelius. Den handlar om en fiskare som övernattar på ön Jungfrun, där en grupp naturväsen driver med honom och låtsas vilja göra honom till sin kronprins.
Handlingen är inspirerad av muntliga folksägner om Blå Jungfrun i Kalmarsund, som Stagnelius var bekant med från sin uppväxt. Den är också inspirerad av folkleken Sislas barnsöl och sagor om Hobergsgubben. Pjäsen var sannolikt det sista större verk som författaren färdigställde. Manuskriptet skrevs 1823 och Stagnelius måste ha ansett det färdigt då han hade påbörjat renskriften. Av renskriften hann han dock bara fullborda ett 20-tal rader innan han avled.
1954 gav Radioteatern Thorsten fiskare i regi av Bengt Lagerkvist och 1956 satte Ölands kulturminnesförening upp pjäsen i regi av Martha Lundholm. Pjäsen sattes upp på Lejonkulan på Kungliga Dramatiska Teatern 1987 i regi av Wilhelm Carlsson och med Tord Peterson och Rolf Skoglund.